# Wan Wai Chi
Wan Wai Chi (chinesisch 溫偉智, Pinyin Wēn Wěizhì; * 15. März 1997) ist ein Badmintonspieler aus Macau. 

## Karriere
Wan Wai Chi nahm 2013 an den Badminton-Weltmeisterschaften der Junioren teil. 2014 startete er bei den Erwachsenen bei den Asienspielen, wobei er im Mannschaftswettkampf und im Herrendoppel antrat. Als beste Platzierung verzeichnete er dabei eine Achtelfinalteilnahme mit der Mannschaft.